# Pretvorba spoja otpornika zvijezda – trokut
Pretvorba spoja otpornika zvijezda – trokut jedna je od metoda rješavanja mreža izmjenične i istosmjerne struje. Koristi se kako bismo rješavanje nekog složenog strujnog kruga učinili jednostavnijim. Kod te metode spoj otpornika u zvijezdu pretvaramo u spoj otpornika u trokut i obratno.
Petlja koja se sastoji od tri otpornika i posjeduje tri čvora čini spoj otpornika u trokut. Spoj otpornika u zvijezdu čine također tri otpornika čiji je jedan kraj spojen u zajednički čvor. 
Pretvorba se izvodi pod uvjetom da se u čvorovima održe jednake vrijednosti potencijala, jednake vrijednosti struja koje u njih dotječu i da se održe jednake vrijednosti ulaznih otpora između pojedinih čvorova.